# افق کور
افق کور (به انگلیسی: Blind Horizon) فیلمی محصول سال ۲۰۰۳ و به کارگردانی مایکل هاوسمن است. در این فیلم بازیگرانی همچون وال کیلمر، نو کمبل، سام شپارد، نوبل ویلینگهام، ایمی اسمارت، گیل بیلاز، جانکارلو اسپوزیتو، لئو فیتزپاتریک و فی داناوی ایفای نقش کرده‌اند.